# Holothele sericea
Holothele sericea là một loài nhện trong họ Theraphosidae.
Loài này thuộc chi Holothele. Holothele sericea được Eugène Simon miêu tả năm 1903.